# Diaporthaceae
Diaporthaceae Höhn. ex Wehm. – rodzina grzybów z rzędu Diaporthales.

## Charakterystyka
Saprotrofy lub pasożyty, głównie roślin zielnych, rzadziej drzew liściastych. Wytwarzają perytecja na podkładkach niewłaścicowych (pseudostromie), często w miejscach, na których wcześniej rozwijała się anamorfa. Perytecja drobne, o barwie od ciemnobrunatnej do czarnej, kolbowate z długimi szyjkami. Askospory dwukomórkowe, o komórkach tej samej wielkości. U niektórych gatunków (np. Phomopsis) znamy tylko postać bezpłciową (anamorfę). Gatunki te tworzą jedno- lub wielokomorowe podkładki z pyknidiami, w których na wydłużonych fialidowych komórkach konidiogennych wytwarzane są szkliste, przeważnie nieseptowane konidia. Często powstają ich dwa rodzaje; konidia alfa i konidia beta.

## Systematyka
Pozycja w klasyfikacji według Index Fungorum
Diaporthales, Diaporthomycetidae, Sordariomycetes, Pezizomycotina, Ascomycota, Fungii.
Rodzaje
Do taksonomii rodzinę tę wprowadzili Franz Xaver Rudolf von Höhnel i Lewis Edgar Wehmeyer w 1926 r. Według aktualizowanej klasyfikacji Index Fungorum bazującej na Dictionary of the Fungi należą do niej rodzaje:
- Apioporthella Petr. 1929
- Chiangraiomyces Senan. & K.D. Hyde 2017
- Diaporthe Nitschke 1870
- Diaporthopsis Fabre 1883
- Hyaliappendispora Senan., Camporesi & K.D. Hyde 2017
- Leucodiaporthe M.E. Barr & Lar.N. Vassiljeva 2008
- Mazzantia Mont. 1855
- Ophiodiaporthe Y.M. Ju, H.M. Hsieh, C.H. Fu, Chi Y. Chen & T.T. Chang 2013
- Paradiaporthe Senan., Camporesi & K.D. Hyde 2017
- Phomopsis (Sacc.) Bubák 1905
- Pustulomyces D.Q. Dai, Bhat & K.D. Hyde 2014[2].